# 이순신공원 (여수시)

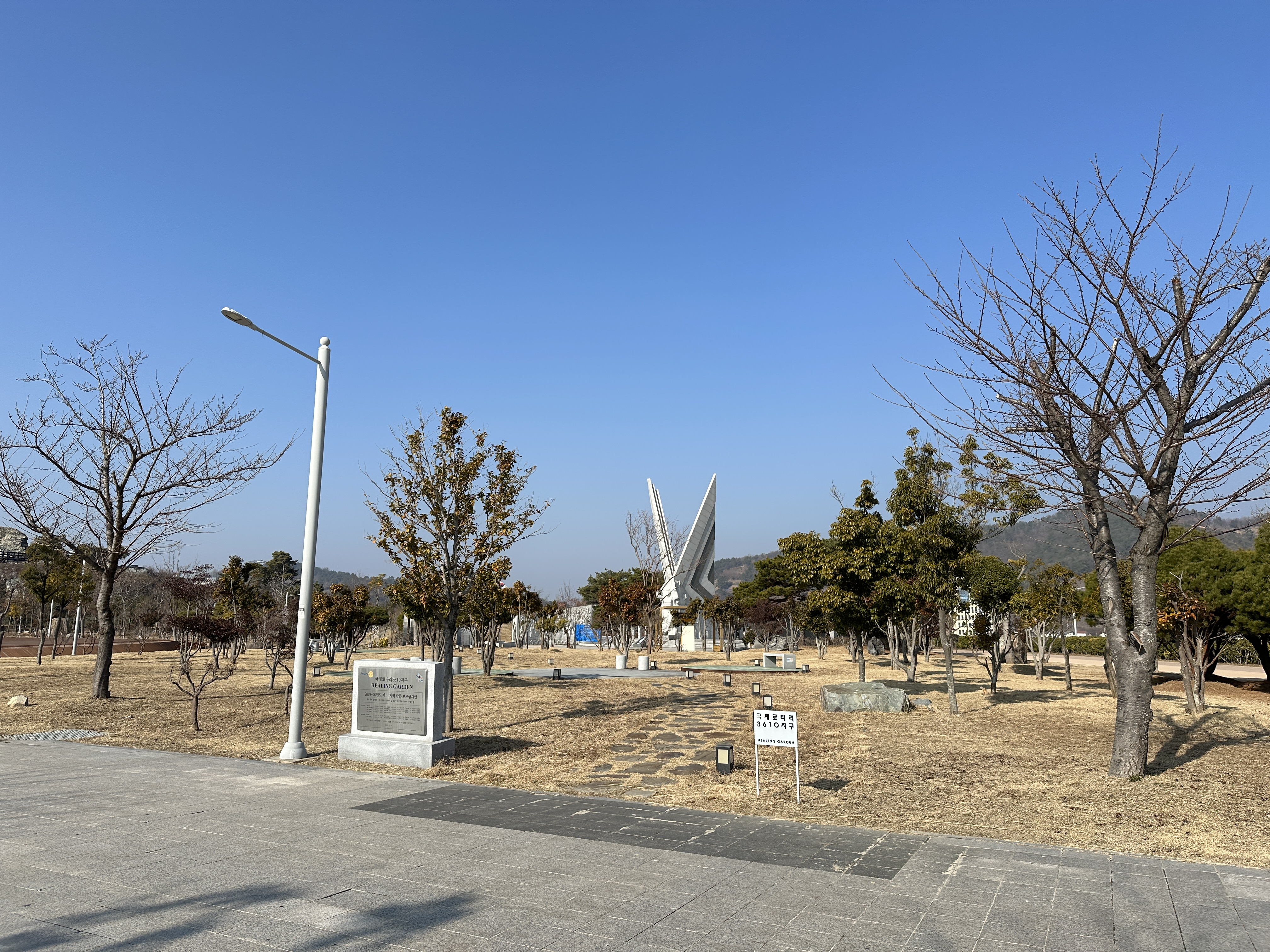
이순신공원 (2025년)

이순신공원은 대한민국 전라남도 여수시 웅천동에 소재한 공원으로, 이순신의 이름을 따서 명명되었다. 공원의 면적은 366,093 제곱미터 (3,940,590 ft2)로, 공원 내에는 야외무대, 정원, 미로, 어린이 놀이터, 분수, 테니스장, 주차장, 화장실 등 여러 시설이 갖춰져 있다.